# Halt mich
Halt mich is een nummer van de Duitse zanger Herbert Grönemeyer. Het nummer verscheen op zijn zevende studioalbum Ö uit 1988. Op 16 oktober van dat jaar werd het nummer uitgebracht als de derde single van het album.

## Achtergrond
In het rustige "Halt mich" bezingt Grönemeyer hoe hij stapelverliefd is op een vrouw en zichzelf in haar wil verliezen. Hier komt de titel van het nummer ook vandaan: "halt mich, nur ein bißchen, bis ich schlafen kann" ("hou me vast, gewoon heel even, tot ik slapen kan"). Het nummer bevat een saxofoonsolo. Het nummer werd een hit in Duitsland, België en Nederland, waar het respectievelijk de 33e, 34e en 23e plaats in de hitlijsten behaalde.
Op 3 november 2004 zong Grönemeyer het nummer met de Nederlandse band BLØF tijdens hun concert in Ahoy, waarbij zij begeleid werden door Carel Kraayenhof. BLØF heeft het nummer hierna ook in het Nederlands opgevoerd.

## Hitnoteringen

### Nederlandse Top 40
| Hitnotering: 05-11-1988 t/m 03-12-1988 | Hitnotering: 05-11-1988 t/m 03-12-1988 | Hitnotering: 05-11-1988 t/m 03-12-1988 | Hitnotering: 05-11-1988 t/m 03-12-1988 | Hitnotering: 05-11-1988 t/m 03-12-1988 | Hitnotering: 05-11-1988 t/m 03-12-1988 | Hitnotering: 05-11-1988 t/m 03-12-1988 |
| Week                                   | 1                                      | 2                                      | 3                                      | 4                                      | 5                                      |                                        |
| -------------------------------------- | -------------------------------------- | -------------------------------------- | -------------------------------------- | -------------------------------------- | -------------------------------------- | -------------------------------------- |
| Nummer                                 | 33                                     | 26                                     | 23                                     | 23                                     | 37                                     | uit                                    |

### Nationale Hitparade Top 100
| Hitnotering: 29-10-1988 t/m 17-12-1988 | Hitnotering: 29-10-1988 t/m 17-12-1988 | Hitnotering: 29-10-1988 t/m 17-12-1988 | Hitnotering: 29-10-1988 t/m 17-12-1988 | Hitnotering: 29-10-1988 t/m 17-12-1988 | Hitnotering: 29-10-1988 t/m 17-12-1988 | Hitnotering: 29-10-1988 t/m 17-12-1988 | Hitnotering: 29-10-1988 t/m 17-12-1988 | Hitnotering: 29-10-1988 t/m 17-12-1988 | Hitnotering: 29-10-1988 t/m 17-12-1988 |
| Week                                   | 1                                      | 2                                      | 3                                      | 4                                      | 5                                      | 6                                      | 7                                      | 8                                      |                                        |
| -------------------------------------- | -------------------------------------- | -------------------------------------- | -------------------------------------- | -------------------------------------- | -------------------------------------- | -------------------------------------- | -------------------------------------- | -------------------------------------- | -------------------------------------- |
| Positie                                | 74                                     | 48                                     | 40                                     | 26                                     | 24                                     | 46                                     | 54                                     | 76                                     | uit                                    |

### NPO Radio 2 Top 2000
| Nummer met noteringen in de NPO Radio 2 Top 2000 | '99 | '00 | '01 | '02 | '03 | '04 | '05 | '06 | '07 | '08 | '09 | '10 | '11 | '12 | '13 | '14 | '15 | '16 | '17 | '18 | '19 | '20 | '21 | '22 | '23 | '24 |
| ------------------------------------------------ | --- | --- | --- | --- | --- | --- | --- | --- | --- | --- | --- | --- | --- | --- | --- | --- | --- | --- | --- | --- | --- | --- | --- | --- | --- | --- |
| Halt mich                                        | 560 | 725 | 739 | 402 | 306 | 299 | 206 | 233 | 145 | 207 | 213 | 186 | 242 | 233 | 259 | 240 | 309 | 390 | 364 | 465 | 508 | 437 | 504 | 529 | 572 | 567 |

1. ↑  Een vetgedrukt getal geeft de hoogste notering aan.